# Robert Serra
Robert Serra (Maracaibo, 16 gennaio 1987 – Caracas, 1º ottobre 2014) è stato un politico venezuelano, appartenente al PSUV (Partito Socialista Unito del Venezuela) e membro dell'Assemblea nazionale del Venezuela.
Di temperamente aggressivo e battagliero, ammiratore di Fidel Castro e della rivoluzione cubana, Serra fu eletto all'Assemblea Nazionale con i chavisti nel 2010 diventando a 23 anni il più giovane parlamentare venezuelano. Il 1º ottobre 2014 fu barbaramente ucciso a pugnalate nella sua abitazione insieme con la compagna María Herrera.
| Controllo di autorità | VIAF (EN) 57146095309400372168 · LCCN (EN) no2016044629 |